# Rocket from the Tombs
Rocket from the Tombs est un groupe de rock de américain, originaire de Cleveland, dans l'Ohio. Il est actif entre la mi-1974 et la mi-1975, puis reformé en 2003.
Reconnus comme un important groupe protopunk, ils sont cependant peu connus durant leur brève existence, mais il reste séminal car plusieurs de leurs membres poursuivent leurs carrières au sein de groupes plus reconnus comme Pere Ubu et The Dead Boys. Billy Bob Hargus écrit cependant que « le son des Rockets est bien plus féroce. »

## Biographie

### Première période
En 1974, la formation originelle comprend Chris Cuda, Peter Laughner, et Glen « Thunderhand » Hach aux guitares, Charlie Weiner à la basse, Tom Foolery (né Clements) à la batterie. Après quelques changements de personnel, la formation la plus connue est composée de David Thomas (alors appelé « Crocus Behemoth », chant et saxophone), Peter Laughner (guitare et chant), Craig Bell (basse, chant), Gene O'Connor (alias Cheetah Chrome, guitare et chant), et Johnny Madansky (aujourd'hui Johnny Blitz, batterie). 
À la séparation de RFTT, les membres forment deux groupes différents : O'Connor et Madansky forment avec le chanteur Stiv Bators (apparu comme invité au dernier concert de RFTT) Frankenstein, qui se transforma plus tard en The Dead Boys, un groupe important de la première vague du punk américain. Laughner et Thomas forment le groupe plus expérimental Pere Ubu avec le bassiste Tim Wright (ingénieur du son pour RFTT). 
Les deux groupes utilisèrent des chansons du répertoire de Rocket from the Tombs : The Dead Boys enregistrèrent Ain't It Fun, What Love Is, Down in Flames, Caught With the Meat in Your Mouth (I'm Never Gonna Kill Myself Again chez RFTT) et Sonic Reducer; Pere Ubu réinterprétèrent Final Solution, Life Stinks et 30 Seconds Over Tokyo. Rocket from the Tombs n'enregistrèrent jamais d'album, mais divers enregistrements en concerts et démos circulèrent sous la forme de disques pirates. La plupart furent utilisés pour un cédé officiel chez Smog Veil records appelé The Day the Earth Met the Rocket from the Tombs (2002).

### Retour
Le cédé chez Smog Veil renouvelle l'intérêt pour le groupe qui s'est reformé en 2003, avec Thomas, Chrome, et Bell, rejoints par le guitariste Richard Lloyd (guitare ; des années auparavant quand Lloyd quitte brièvement  Television, Laughner avait été envisagé pour le remplacer) et Steve Mehlman (batterie). Le 10 juin 2003, ils jouent un concert à la radio dans l'émission de Brian Turner sur WFMU. En 2004, Smog Veil et Morphius sortent Rocket Redux, des originaux de Rocket from the Tombs joués en studio par le groupe de 2003. En 2006, Thomas annonce la réunion du groupe pour enregistrer des titres nouveaux et le groupe fait une tournée d'été.
En novembre 2015, le groupe publie Black Record,

## Discographie
- 2002 : The Day the Earth Met Rocket from the Tombs (réédité en 2011)
- 2004 : Rocket Redux
- 2011 : Barfly